# Кведа Цаґері
Кведа Цаґері (груз. ქვედა ცაგერი) — село в Грузії.
За даними перепису населення 2014 року в селі проживає 970 осіб.